# Porticus Maximae
Porticus Maximae var en portik på Marsfältet i antikens Rom. 
En av de viktigaste gatorna i Regio IX var Via Tecta, som ledde från Balbusteatern till Pons Aelius. År 380 e.Kr., under kejsarna Gratianus, Valentinianus II och Theodosius I, försågs denna gata med en portik – Porticus Maximae. Vid portikens avslutning vid Pons Aelius lät de tre kejsarna uppföra en triumfbåge.
Kolonnfragment från Porticus Maximae har påträffats vid Via dei Cappellari, Piazza Farnese, Piazza delle Cinque Scole, Via della Reginella, Corso Vittorio Emanuele II samt Via Sora och Via del Pellegrino.